# Secret Story - Casa dos Segredos: Desafio final (2.ª edição)
O Desafio Final 2 do Secret Story - Casa dos Segredos estreou no dia 5 de Janeiro de 2014. Transmitido na TVI e produzido pela Endemol Portugal foi apresentado por Teresa Guilherme.

## Emissão
| Programa         | Emissão               | Apresentação                                                                             |
| ---------------- | --------------------- | ---------------------------------------------------------------------------------------- |
| Diário da Tarde  | Segunda a Sexta       | Teresa Guilherme                                                                         |
| Diário da Noite  | Segunda a Sábado      | (apenas imagem, sem apresentador)                                                        |
| Extra            | Segunda a Sexta       | Leonor Poeiras                                                                           |
| Repórteres       | -                     | Marta Cardoso, Isabel Silva                                                              |
| Comentadores     | Sexta                 | Alexandra Lencastre, Nuno Eiró, Fanny Rodrigues e Flávio Furtado (também à Quarta-feira) |
| Nomeações        | Terça / Domingo       | Teresa Guilherme                                                                         |
| Gala de Expulsão | Domingo / 21:40-01:00 | Teresa Guilherme                                                                         |

## Concorrentes

### Da 3ª edição
Concorrentes da 3ª edição escolhidos pela Voz:
- Alexandra - foi também concorrente do Desafio Final 1
- Cláudio - foi também concorrente do Desafio Final 1
- Fábio
- Jéssica
- Rúben B.
- Vanessa
- Tatiana - a partir do dia 4 e a competir em conjunto com o Rubén B. Se um for nomeado o outro também fica, se um for expulso o outro também será.
- Mara - a partir do dia 16

### Da 4ª edição
Concorrentes da 4ª edição escolhidos pela Voz:
- Érica
- Joana
- Juliana
- Lourenço
- Rúben J.
- Rute
- Tiago
- Tierry
- Débora - a partir do dia 8
- João - a partir do dia 16

## Convidados
Os convidados não estão habilitados aos prémios, não podem nomear nem ser nomeados. Podem abandonar a casa a qualquer momento.
- Zé-Zé Camarinha - a partir do dia 1. Expulso pela Voz no dia 19 por desrespeito às regras da Casa.
- Doriana - a partir do dia 8. Expulsa no dia 21 por votação dos concorrentes a favor da entrada do novo convidado Ivo.
- Marco - a partir do dia 16.
- Ivo - a partir do dia 21.

## Entradas e eliminações
| Classificação | Classificação   | Classificação       | Classificação         | Classificação          | Classificação | Classificação |
| #             | Concorrente     | Origem              | Entrada               | Saída                  | Nomeações     | Total votos   |
| ------------- | --------------- | ------------------- | --------------------- | ---------------------- | ------------- | ------------- |
| 1             | Érica           | Ribeira Brava       | 5 de Janeiro de 2014  | 2 de Fevereiro de 2014 | -             | -             |
| 2             | Jéssica         | Almada              | 5 de Janeiro de 2014  | 2 de Fevereiro de 2014 | -             | -             |
| 3             | Tierry          | Sintra              | 5 de Janeiro de 2014  | 2 de Fevereiro de 2014 | -             | -             |
| 4             | Débora          | Olhão               | 12 de Janeiro de 2014 | 2 de Fevereiro de 2014 | -             | -             |
| 5             | João            | Matosinhos          | 19 de Janeiro de 2014 | 2 de Fevereiro de 2014 | -             | -             |
| -             | Marco           | Amadora             | 19 de Janeiro de 2014 | 2 de Fevereiro de 2014 | -             | -             |
| 7             | Fábio           | Porto               | 5 de Janeiro de 2014  | 28 de Janeiro de 2014  | 1             | 4             |
| 7             | Mara            | Funchal             | 19 de Janeiro de 2014 | 28 de Janeiro de 2014  | -             | -             |
| -             | Ivo             | Lisboa              | 26 de Janeiro de 2014 | 28 de Janeiro de 2014  | -             | -             |
| 8             | Tiago           | Almada              | 5 de Janeiro de 2014  | 26 de Janeiro de 2014  | 2             | 6             |
| -             | Doriana         | Porto Santo         | 12 de Janeiro de 2014 | 26 de Janeiro de 2014  | -             | -             |
| 9             | Cláudio         | Vila Nova de Gaia   | 5 de Janeiro de 2014  | 25 de Janeiro de 2014  | -             | -             |
| -             | Zé-Zé Camarinha | Portimão            | 5 de Janeiro de 2014  | 23 de Janeiro de 2014  | -             | -             |
| 10            | Alexandra       | Porto               | 5 de Janeiro de 2014  | 22 de Janeiro de 2014  | -             | -             |
| 11            | Joana           | Vila Franca de Xira | 5 de Janeiro de 2014  | 19 de Janeiro de 2014  | 1             | 3             |
| 13            | Rúben B.        | Porto               | 5 de Janeiro de 2014  | 19 de Janeiro de 2014  | -             | -             |
| 13            | Tatiana         | Vila Nova de Gaia   | 8 de Janeiro de 2014  | 19 de Janeiro de 2014  | -             | -             |
| 14            | Vanessa         | Viana do Castelo    | 5 de Janeiro de 2014  | 19 de Janeiro de 2014  | -             | -             |
| 15            | Rúben J.        | Belmonte            | 5 de Janeiro de 2014  | 14 de Janeiro de 2014  | -             | -             |
| 16            | Rute            | Setúbal             | 5 de Janeiro de 2014  | 12 de Janeiro de 2014  | 1             | 3             |
| 17            | Juliana         | Trofa               | 5 de Janeiro de 2014  | 12 de Janeiro de 2014  | 1             | 2             |
| 18            | Lourenço        | Luxemburgo          | 5 de Janeiro de 2014  | 7 de Janeiro de 2014   | 1             | 3             |

Legenda
|  |                    |
|  | Vencedor           |
|  | Eliminado/a        |
|  | Desistiu           |
|  | Convidado/a        |
|  | Expulso/a pela Voz |
|  | Finalista          |

Observação: os convidados e concorrentes eliminados ou expulsos são ordenados por data de saída. No caso de expulsões múltiplas a ordenação é feita de acordo com a percentagem de votos do público recebidos.

## Nomeações e expulsões
| Érica        | Tiago                  | Tiago                                    | Tiago                                              | Tiago Cláudio       | Sem Nomeações                       | Vencedora (Dia 29)               | Vencedora (Dia 29)               |                   |                  |  |  |  |  |  |  |  |  |  |  |  |  |  |  |
| Jéssica      | Lourenço Rúben J.      | Joana                                    | Não Elegível                                       | João                | Imune                               | 2º lugar (Dia 29)                | 2º lugar (Dia 29)                |                   |                  |  |  |  |  |  |  |  |  |  |  |  |  |  |  |
| Tierry       | Imune                  | Joana                                    | Rúben B. Joana Fábio                               | Imune               | Imune                               | 3º lugar (Dia 29)                | 3º lugar (Dia 29)                | 3º lugar (Dia 29) |                  |  |  |  |  |  |  |  |  |  |  |  |  |  |  |
| Débora       | Não está na Casa       | Não está na Casa                         | Imune                                              | Fábio Cláudio       | Sem Nomeações                       | 4º lugar (Dia 29)                | 4º lugar (Dia 29)                |                   |                  |  |  |  |  |  |  |  |  |  |  |  |  |  |  |
| João         | Não está na Casa       | Não está na Casa                         | Não está na Casa                                   | Não Elegível        | Sem Nomeações                       | 5º lugar (Dia 29)                | 5º lugar (Dia 29)                |                   |                  |  |  |  |  |  |  |  |  |  |  |  |  |  |  |
| Mara         | Não está na Casa       | Não está na Casa                         | Não está na Casa                                   | Tiago João          | Sem Nomeações                       | Eliminada (Dia 23)               | Eliminada (Dia 23)               |                   |                  |  |  |  |  |  |  |  |  |  |  |  |  |  |  |
| Fábio        | Nomeado                | Juliana                                  | Não Elegível                                       | Nomeado             | Sem Nomeações                       | Eliminado (Dia 23)               | Eliminado (Dia 23)               |                   |                  |  |  |  |  |  |  |  |  |  |  |  |  |  |  |
| Tiago        | Não Elegível           | Não Elegível                             | Nomeado                                            | Nomeado             | Eliminado (Dia 22)                  | Eliminado (Dia 22)               | Eliminado (Dia 22)               |                   |                  |  |  |  |  |  |  |  |  |  |  |  |  |  |  |
| Cláudio      | Não Elegível           | Juliana                                  | Tiago Joana Tiago                                  | Nomeado             | Expulso (Dia 20)                    | Expulso (Dia 20)                 | Expulso (Dia 20)                 | Expulso (Dia 20)  | Expulso (Dia 20) |  |  |  |  |  |  |  |  |  |  |  |  |  |  |
| Alexandra    | Cláudio Fábio          | Rute Joana                               | Joana Fábio                                        | Fábio Cláudio       | Desistiu (Dia 18)                   | Desistiu (Dia 18)                | Desistiu (Dia 18)                |                   |                  |  |  |  |  |  |  |  |  |  |  |  |  |  |  |
| Joana        | Fábio                  | Nomeada                                  | Nomeada                                            | Eliminada (Dia 15)  | Eliminada (Dia 15)                  | Eliminada (Dia 15)               | Eliminada (Dia 15)               |                   |                  |  |  |  |  |  |  |  |  |  |  |  |  |  |  |
| Rúben B.     | Não Elegível           | Não Elegível                             | Nomeados                                           | Eliminados (Dia 15) | Eliminados (Dia 15)                 | Eliminados (Dia 15)              | Eliminados (Dia 15)              |                   |                  |  |  |  |  |  |  |  |  |  |  |  |  |  |  |
| Tatiana      | Não está na Casa       | Não está na Casa                         | Nomeados                                           | Eliminados (Dia 15) | Eliminados (Dia 15)                 | Eliminados (Dia 15)              | Eliminados (Dia 15)              |                   |                  |  |  |  |  |  |  |  |  |  |  |  |  |  |  |
| Vanessa      | Lourenço Tiago         | Não Elegível                             | Rúben B. Tiago                                     | Expulsa (Dia 15)    | Expulsa (Dia 15)                    | Expulsa (Dia 15)                 | Expulsa (Dia 15)                 | Expulsa (Dia 15)  |                  |  |  |  |  |  |  |  |  |  |  |  |  |  |  |
| Rúben N.     | Não Elegível           | Rute Vanessa                             | Expulso (Dia 10)                                   | Expulso (Dia 10)    | Expulso (Dia 10)                    | Expulso (Dia 10)                 | Expulso (Dia 10)                 |                   |                  |  |  |  |  |  |  |  |  |  |  |  |  |  |  |
| Rute         | Rúben B.               | Nomeada                                  | Eliminada (Dia 8)                                  | Eliminada (Dia 8)   | Eliminada (Dia 8)                   | Eliminada (Dia 8)                | Eliminada (Dia 8)                |                   |                  |  |  |  |  |  |  |  |  |  |  |  |  |  |  |
| Juliana      | Lourenço Fábio         | Nomeada                                  | Eliminada (Dia 8)                                  | Eliminada (Dia 8)   | Eliminada (Dia 8)                   | Eliminada (Dia 8)                | Eliminada (Dia 8)                |                   |                  |  |  |  |  |  |  |  |  |  |  |  |  |  |  |
| Lourenço     | Nomeado                | Eliminado (Dia 3)                        | Eliminado (Dia 3)                                  | Eliminado (Dia 3)   | Eliminado (Dia 3)                   | Eliminado (Dia 3)                | Eliminado (Dia 3)                |                   |                  |  |  |  |  |  |  |  |  |  |  |  |  |  |  |
|              |                        |                                          |                                                    |                     |                                     |                                  |                                  |                   |                  |  |  |  |  |  |  |  |  |  |  |  |  |  |  |
| Notas        | 1                      | 2                                        | 3                                                  | 4                   | 5                                   | 6                                | 6                                |                   |                  |  |  |  |  |  |  |  |  |  |  |  |  |  |  |
| Expulsos     |                        | Rúben J.                                 | Vanessa                                            | Cláudio             |                                     |                                  |                                  |                   |                  |  |  |  |  |  |  |  |  |  |  |  |  |  |  |
| Desistências |                        |                                          |                                                    | Alexandra           |                                     |                                  |                                  |                   |                  |  |  |  |  |  |  |  |  |  |  |  |  |  |  |
| Nomeados     | Lourenço Fábio         | Rute Joana Juliana                       | Rúben B. Tatiana Joana Tiago                       | Tiago Fábio Cláudio | Mara Érica João Fábio Débora        | Tierry Jéssica Érica João Débora | Tierry Jéssica Érica João Débora |                   |                  |  |  |  |  |  |  |  |  |  |  |  |  |  |  |
| Eliminado    | Lourenço 73% dos votos | Juliana 42% dos votos Rute 37% dos votos | Rúben B. Tatiana 54% dos votos Joana 26% dos votos | Tiago 60% dos votos | Mara Fábio Perderam desafios        | João 3% dos votos                | Débora 5% dos votos              |                   |                  |  |  |  |  |  |  |  |  |  |  |  |  |  |  |
| Eliminado    | Lourenço 73% dos votos | Juliana 42% dos votos Rute 37% dos votos | Rúben B. Tatiana 54% dos votos Joana 26% dos votos | Tiago 60% dos votos | Mara Fábio Perderam desafios        | Tierry 6% dos votos              | Jéssica 28% dos votos            |                   |                  |  |  |  |  |  |  |  |  |  |  |  |  |  |  |
| Salvo        | Fábio 27% dos votos    | Joana 21% dos votos                      | Tiago 20% dos votos                                | Fábio 40% dos votos | Érica João Débora Ganharam desafios | Érica 58% dos votos              | Érica 58% dos votos              |                   |                  |  |  |  |  |  |  |  |  |  |  |  |  |  |  |

Legenda
     Nomeado/a
     Imune
     Nomeação não aplicável
- Nota 1: No Dia 3, no desempate, Alexandra nomeou a Rute, Cláudio nomeou a Juliana, Érica nomeou a Rute, Fábio nomeou a Juliana, Jéssica nomeou a Joana, Rúben nomeou a Rute e Tierry nomeou a Joana. Rute fica nomeada. Tatiana entrou no dia 4. Tatiana vai competir em conjunto com o Rubén B., se um for nomeado o outro também fica, se um for expulso o outro também será.
- Nota 2: Débora entrou no dia 8 como concorrente. A Voz expulsou o Rúben J. por ser o concorrente com menos créditos acumulados.
- Nota 3: No Dia 10, no desempate, Alexandra desempatou, nomeando Rúben B., ficando o mesmo nomeado (juntamente com Tatiana). A Érica teve o poder de decidir se o João era concorrente, ela decidiu que sim mas para isso, um concorrente mistério teria de ser expulso; Vanessa foi assim expulsa por ter menos créditos. Foi dada aos concorrentes a possibilidade de expulsarem a Doriana. Através de uma votação realizada a convidada permanece na casa.
- Nota 4: Tierry é finalista por ter descoberto o Segredo da Voz e ganha assim  imunidade nas restantes nomeações até à final. A 4ª Gala começou com uma competição entre as duas concorrentes com mais créditos Jéssica e Érica. Jéssica foi a mais rápida no jogo da Ratoeira e ganhou acesso directo à final.

### Votação dos residentes
| Concorrentes | Dia 1 | Dia 3     | Dia 10    | Dia 17    | Sem 3     | Sem 4     | Total |
| ------------ | ----- | --------- | --------- | --------- | --------- | --------- | ----- |
| Érica        | –     | –         | –         | –         | –         | 1.º lugar | 0     |
| Jéssica      | –     | –         | 0         | –         | –         | 2.º Lugar | 0     |
| Tierry       | –     | –         | –         | –         | –         | 3.º lugar | 0     |
| Débora       |       |           | –         | –         | –         | 4.º lugar | 0     |
| João         |       |           |           | 5         | –         | 5.º lugar | 5     |
| Fábio        | 4     | –         | 2         | 4         | –         | Eliminado | 10    |
| Mara         |       |           |           | –         | –         | Eliminada | 0     |
| Tiago        | 3     | 2         | 6         | 2         | Eliminado | Eliminado | 13    |
| Cláudio      | 1     | –         | –         | 4         | Expulso   | Expulso   | 5     |
| Alexandra    | –     | –         | –         | –         | Desistiu  | Desistiu  | 0     |
| Joana        | –     | 5         | 4         | Eliminada | Eliminada | Eliminada | 9     |
| Rúben B.     | 2     | 0         | 1         | Eliminado | Eliminado | Eliminado | 3     |
| Tatiana      |       |           | 2         | Eliminada | Eliminada | Eliminada | 2     |
| Vanessa      | –     | 1         | –         | Expulsa   | Expulsa   | Expulsa   | 1     |
| Rúben J.     | 1     | –         | Expulso   | Expulso   | Expulso   | Expulso   | 1     |
| Juliana      | –     | 4         | Eliminada | Eliminada | Eliminada | Eliminada | 4     |
| Rute         | –     | 3         | Eliminada | Eliminada | Eliminada | Eliminada | 3     |
| Lourenço     | 3     | Eliminado | Eliminado | Eliminado | Eliminado | Eliminado | 3     |

      Automaticamente nomeado(a).

     Não elegível.

     Imune.

      Não está na Casa.

      Não há votações dos residentes.

### Votação do público
| Semana   | Nomeados                                                       | Votação do público                                                         | Expulsão                   |
| -------- | -------------------------------------------------------------- | -------------------------------------------------------------------------- | -------------------------- |
| Dia 3    | Fábio (4 votos), Lourenço (3 votos),                           | Lourenço (73%), Fábio (27%)                                                | Lourenço                   |
| Dia 8    | Rute (3 votos), Joana (3 votos), Juliana (2 votos)             | Juliana (42%), Rute (37%), Joana (21%)                                     | Rute e Juliana             |
| Semana 2 | Tatiana & Rúben B. (3 votos), Joana (3 votos), Tiago (3 votos) | Tatiana & Rúben B. (54%), Joana (26%), Tiago (20%)                         | Tatiana & Rúben B. e Joana |
| Semana 3 | Tiago (3 Votos), Fábio (3 Votos), Cláudio (3 Votos)            | Tiago (60%), Fábio (40%), Cláudio (expulso pela Voz)                       | Tiago                      |
| Dia 23   | Érica, João, Débora, Fábio, Mara                               | Fábio e Mara (perderam desafios); Érica, João e Débora (ganharam desafios) | Fábio e Mara               |
| FINAL    | Tierry, Jéssica, Érica, João, Débora                           | Érica (58%), Jéssica (28%), Tierry (6%), Débora (5%), João (3%)            | Finalistas                 |

## Segredos
- Segredo da Voz - "A Voz é soberana" - descoberto pelo Tierry no dia 17, recebendo um passaporte para a final como prémio.

- Segredo da Casa - "Os cartões de crédito têm todos as letras de «Desafio Final»" - no dia 21 os concorrentes enfrentaram um jogo durante a Gala e a Mara tirou a chave que abria o cofre com o Segredo da Casa, ganhando assim 5 mil euros.

- Segredo do Baú das Sete Chaves - "O tesouro da Casa são apenas moedas de chocolate"

| Segredo                                  | De quem | Quem pensa que descobriu | Data da tentativa |
| ---------------------------------------- | ------- | ------------------------ | ----------------- |
| A Casa tem um tesouro escondido pela Voz | Casa    | Tiago                    | 22 de Janeiro     |
| A Voz é soberana                         | Voz     | Tierry                   | 22 de Janeiro     |

Legenda
     Está certo
     Está errado

## Recordes da edição
| Número de concorrentes                         | 18                                                                     |
| Concorrente nunca nomeado(a)                   | Jéssica e Tierry                                                       |
| Concorrente mais vezes nomeado(a)              | Fábio e Tiago - 2 nomeações                                            |
| Concorrente que mais "sobreviveu" às nomeações | Fábio - "sobreviveu" a 2 nomeações                                     |
| Concorrente mais vezes imune                   | Tierry - 3 imunidades                                                  |
| Concorrente eliminado(a) com menor percentagem | Joana - 26% para expulsar, contra 2 concorrentes (numa dupla expulsão) |
| Concorrente eliminado(a) com maior percentagem | Lourenço - 73% para expulsar, contra 1 concorrente                     |
| Nomeado(a) com menor percentagem de voto       | Tiago - 20% para expulsar, contra 2 concorrentes (numa dupla expulsão) |
| Desistências                                   | 1 - Alexandra                                                          |
| Expulsões                                      | 3 - Cláudio, Rúben J. e Vanessa                                        |

## Audiências

### Galas
| Gala                  | Dia                             | Espetadores | Rating | Share | Referência |
| --------------------- | ------------------------------- | ----------- | ------ | ----- | ---------- |
| 1 - Estreia/Nomeações | Domingo, 5 de janeiro de 2014   | 1 966 500   | 20,7%  | 43,4% | [ 1 ]      |
| 2                     | Domingo, 12 de janeiro de 2014  | 1 575 000   | 16,3%  | 36,1% | [ 2 ]      |
| 3                     | Domingo, 19 de janeiro de 2014  | 1 679 000   | 17,3%  | 38,4% | [ 3 ]      |
| 4                     | Domingo, 26 de janeiro de 2014  | 1 679 000   | 17,3%  | 37,7% | [ 4 ]      |
| 5 - Final             | Domingo, 2 de fevereiro de 2014 | 1 500 000   | 15,5%  | 36,6% | [ 5 ]      |

### Nomeações
| Especial de nomeações (3ª feira) | Dia                                | Espetadores | Rating | Share | Referência |
| -------------------------------- | ---------------------------------- | ----------- | ------ | ----- | ---------- |
| 1                                | Terça-feira, 7 de janeiro de 2014  | 1 323 000   | 13,7%  | 31,5% |            |
| 2                                | Terça-feira, 14 de janeiro de 2014 | 1 140 000   | 12%    | 31,8% |            |
| 3                                | Terça-feira, 21 de janeiro de 2014 | 1 092 500   | 11,5%  | 28,9% |            |
| 4                                | Terça-feira, 28 de janeiro de 2014 | 1 292 000   | 13,6%  | 32,8% |            |